# Parque nacional Mae Wong
El Parque nacional de Mae Wong (en tailandés: อุทยานแห่งชาติแม่วงก์) es un área protegida del norte de Tailandia, en las provincias de Nakhon Sawan y Kamphaeng Phet. Tiene una extensión de 894 kilómetros cuadrados. Fue declarado parque nacional en 1987, como parque n.º 55 del país.
Sus bosques alimentan a los principales afluentes del río Mae Wong, que es uno de los más importantes de la provincia. El entorno aún está en perfectas condiciones naturales con cascadas y acantilados. Su máxima altura la alcanza en el Mokochué, con 1.964 m s. n. m.